# Moldova Stock Exchange
Die Moldauische Börse (englisch: Moldova Stock Exchange, rumänisch: Bursa de Valori a Moldovei) ist die einzige Wertpapierbörse in der Republik Moldau. Die 1994 gegründete Börse zählt mittlerweile 17 Finanzdienstleister, die als Mitglieder und Teilnehmer fungieren. Über 30 Unternehmen sind am regulierten Markt notiert, während mehr als 500 Unternehmen auf dem von der Börse betriebenen Low-Cap-Marktplatz notiert sind.

## Geschichte
Sie wurde 1994 in Chișinău gegründet. Die Börse unterliegt der Aufsicht und Regulierung der Nationalen Kommission für Finanzmärkte (CNPF) der Republik Moldau.
Zusammen mit der Bukarester Börse begründete sie 2024 die Chișinău Stock Exchange in der Hauptstadt des Landes als zweiten Handelsplatz.

## Indizes
Der EVM Composite Index bildet die Wertentwicklung börsennotierter Aktien ab.

## Mitgliedschaften
Die Börse ist Mitglied in:
- Euro-Asian Federation of Exchanges (Beobachtendes Mitglied)[4]